# Vicente Perucha
Vicente Perucha López (La Carolina, Jaén, 8 de marzo de 1937 - ibídem, 23 de enero de 2008) fue un torero español.

## Historia
No tuvo excesiva suerte como torero a pesar de haber destacado como becerrista y novillero. Da el salto de peón albañil a torero en 1960, y como becerrista adquiere cierto renombre y cuenta con el apoyo de sus paisanos de La Carolina. Como becerrista llega a cortar dos orejas en Las Ventas. Debuta con caballos en Vista Alegre el 2 de julio de 1961. Se presenta en Madrid como novillero el 17 de junio de 1962 para matar reses de la Viuda de Alicio Tabernero, alternando con el Satélite y Sandoval. Esa temporada torea 42 corridas. El 18 de julio de 1963 toma la alternativa en Jaén de manos de Pedro Martínez "Pedrés" y con Manuel Benítez "El Cordobés" como testigo con toros del Marqués del Domecq. En las temporadas siguientes torea muy poco a pesar de lo cual confirma la alternativa en Madrid el 7 de abril de 1968 con ganado de Clemente Tassara en unión de Emilio Oliva y El Inclusero. Un par de años después se retira como matador de toros y se dedica a los negocios de hostelería en su ciudad natal. Sus restos reposan en el cementerio de La Carolina (Jaén).